# Pat Simon
Pat Simon (née le 31 août 1949 à Hambourg) est une chanteuse allemande.

## Biographie
La fille du chanteur Hans-Arno Simon suit d'abord une formation de commerce et de traducteur-interprète. Elle prend des cours de chant d'abord auprès de son père puis reçoit un enseignement de danse et de théâtre.
Elle publie son premier single en 1966 chez Vogue, Hold Tight. En 1968, elle signe avec Metronome Records.
Elle participe au Deutsche Schlager-Festspiele en 1969 avec le titre Ein Glück, daß man das Glück nicht kaufen kann, où elle finit quatrième, et en 1970 avec Punkt, Punkt, Komma, Strich, où elle est dixième.
En 1977, elle tente un retour en pleine mode disco avec un titre en anglais George (Disco Tango) (repris en français par Sylvie Vartan), édité par Atlantic Records.

## Discographie
Singles
- 1966: Hold Tight / You Make It Moven (Pat Simon and the Lions)
- 1966: Komplimente / Der Spatz in der Hand ist mit lieber
- 1967: Alles Rederei / Small Town
- 1967: Deine Liebe kommt von Herzen / Keine Liebe mehr
- 1967: Unser Glück begann im Taxi / Es führt kein Weg per Expreß zu mir
- 1968: Ein Glück, daß man das Glück nicht kaufen kann / Ich hab keinen Freund
- 1969: Ja, am Zuckerhut / He, He, He heut will ich nur tanzen
- 1970: Punkt, Punkt, Komma, Strich / Boy
- 1970: Wer zuerst kommt, küßt zuerst / Die Liebe ist voller Wunder
- 1971: Was man aus Liebe tut / Du bist der Mann
- 1972: Itchy Koo Koo / Sprich nicht von gestern
- 1977: George (Disco Tango Part I) / George (Disco Tango Part 2)

## Source de la traduction
- (de) Cet article est partiellement ou en totalité issu de l’article de Wikipédia en allemand intitulé « Pat Simon » (voir la liste des auteurs).